# Landkreis Quedlinburg
Der Landkreis Quedlinburg war ein Landkreis im Westen des Bundeslandes Sachsen-Anhalt, der am 1. Juli 2007 im neugeschaffenen Landkreis Harz aufging.

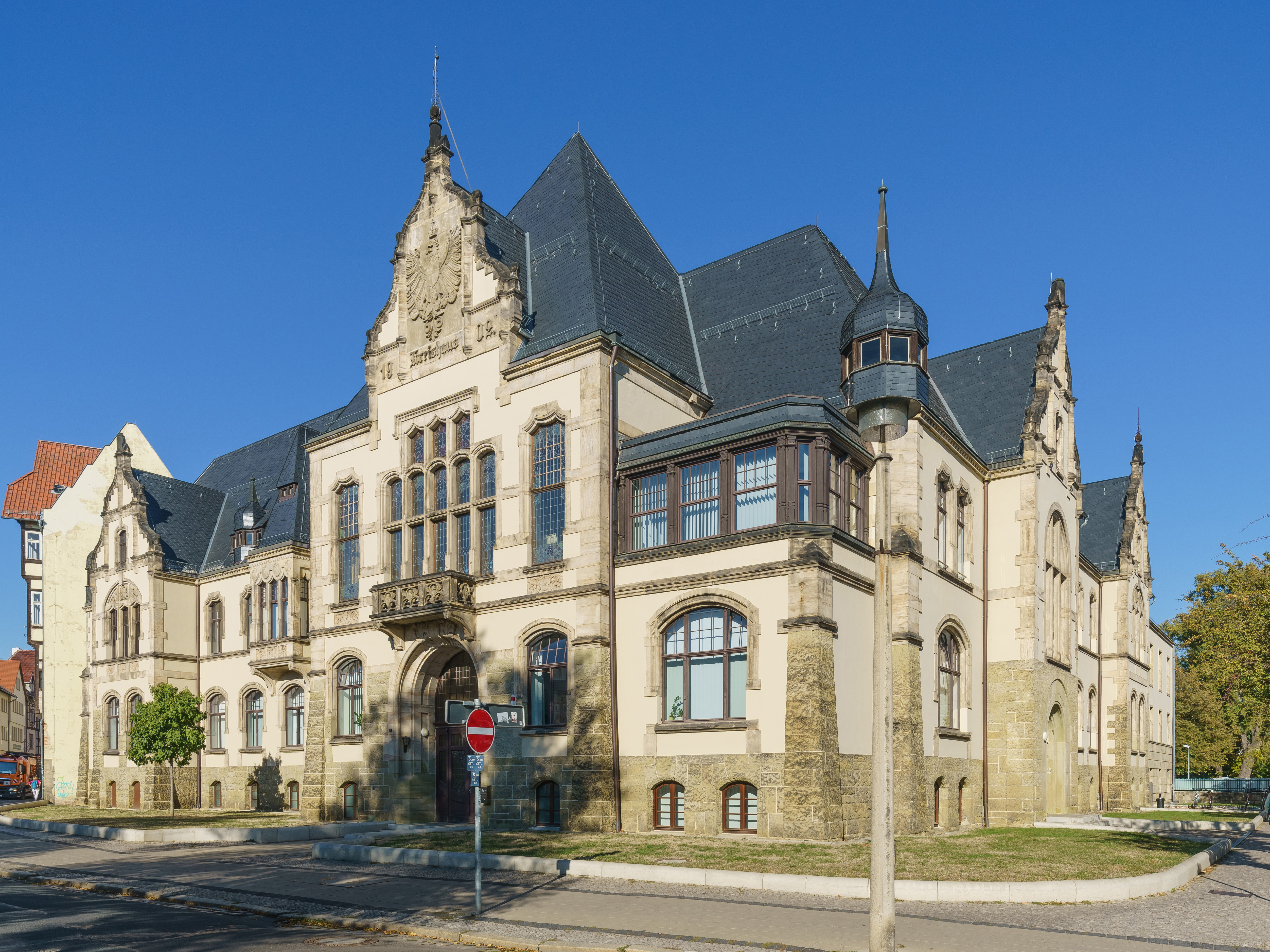
Das Kreishaus Quedlinburg, Sitz der Kreisverwaltung

## Geographie
Der Landkreis Quedlinburg hatte im südlichen Kreisgebiet Anteil am Harz. Im Nordwesten fließt die Bode durch das einstige Kreisgebiet. Der Landkreis grenzte zuletzt an sieben andere Landkreise mit den folgenden Kreisstädten (im Uhrzeigersinn, im Nordosten beginnend):
- Landkreis Halberstadt: Halberstadt (Sachsen-Anhalt)
- Bördekreis: Oschersleben (Sachsen-Anhalt)
- Landkreis Aschersleben-Staßfurt: Aschersleben (Sachsen-Anhalt)
- Landkreis Mansfelder Land: Eisleben (Sachsen-Anhalt)
- Landkreis Sangerhausen: Sangerhausen (Sachsen-Anhalt)
- Landkreis Nordhausen: Nordhausen (Thüringen)
- Landkreis Wernigerode: Wernigerode (Sachsen-Anhalt)

## Verwaltungsgeschichte

### Deutsches Reich
Vorläufer des Landkreises Quedlinburg war der Kreis Aschersleben, der 1816 in der preußischen Provinz Sachsen eingerichtet worden war. Als 1901 die Stadt Aschersleben aus dem Kreis ausschied, wurde aus dem verbliebenen Kreisgebiet der Kreis Quedlinburg. 1911 wurde auch Quedlinburg kreisfreie Stadt; der Kreis hieß seitdem Landkreis Quedlinburg. Zum 30. September 1928 fand im Landkreis Quedlinburg entsprechend der Entwicklung im übrigen Preußen eine Gebietsreform statt, bei der alle Gutsbezirke aufgelöst und benachbarten Landgemeinden zugeteilt wurden. Nach Auflösung der Provinz Sachsen zum 1. Juli 1944 gehörte der Kreis zur neuen Provinz Magdeburg. Im Frühjahr 1945 wurde das Kreisgebiet durch die amerikanischen Streitkräfte besetzt.

### DDR
Am 1. Juli 1950 wurden die Grenzen des Landkreises Quedlinburg, der nun Teil des neu gegründeten Landes Sachsen-Anhalt war, durch eine erste Verwaltungsreform in der DDR geändert:
- Die seit 1911 kreisfreie Stadt Quedlinburg wurde in den Landkreis Quedlinburg eingegliedert.
- Alle Gemeinden des aufgelösten Landkreises Ballenstedt wurden in den Landkreis Quedlinburg eingegliedert.
- Aus dem aufgelösten Landkreis Blankenburg wechselten die Städte Blankenburg und Hasselfelde sowie die Gemeinden Allrode, Altenbrak, Börnecke, Cattenstedt, Stiege, Timmenrode, Treseburg und Wienrode in den Landkreis Quedlinburg.
- Aus dem aufgelösten Mansfelder Gebirgskreis wechselten die Stadt Ermsleben sowie die Gemeinden Dankerode, Königerode und Meisdorf in den Landkreis Quedlinburg.
- Aus dem Landkreis Oschersleben wechselte die Gemeinde Heteborn in den Landkreis Quedlinburg.
- Aus dem Landkreis Sangerhausen wechselte die Gemeinde Straßberg in den Landkreis Quedlinburg.
- Der Landkreis Quedlinburg gab die Gemeinden Groß Schierstedt und Westdorf an den Landkreis Bernburg ab.

Im Zuge der großen Verwaltungsreform von 1952 wurde am 25. Juli 1952 das Gebiet des Landkreises erneut geändert:
- Die Städte Cochstedt, Ermsleben und Hoym sowie die Gemeinden Friedrichsaue, Frose, Gatersleben, Hausneindorf, Hedersleben, Heteborn, Königsaue, Meisdorf, Nachterstedt, Radisleben, Reinstedt, Schadeleben, Wedderstedt, Wilsleben und Winningen kamen zum neuen Kreis Aschersleben.
- Die Gemeinden Groß Börnecke und Schneidlingen kamen zum neuen Kreis Staßfurt.
- Die Städte Blankenburg und Hasselfelde sowie die Gemeinden Altenbrak, Börnecke, Cattenstedt, Stiege, Treseburg und Wienrode kamen zum Kreis Wernigerode.
- Die übrigen Städte und Gemeinden bildeten den Kreis Quedlinburg.
- Die Kreise Quedlinburg und Aschersleben wurden dem neuen Bezirk Halle zugeordnet; die Kreise Staßfurt und Wernigerode dem neuen Bezirk Magdeburg.

### Bundesrepublik Deutschland
1990 wurde der Kreis Quedlinburg Teil des neuen Bundeslandes Sachsen-Anhalt und wieder in Landkreis Quedlinburg umbenannt.
Bei der ersten Kreisreform in Sachsen-Anhalt 1994 wurde er durch Gemeinden aus dem Landkreis Aschersleben (Hausneindorf, Hedersleben, Heteborn, Wedderstedt und Radisleben) vergrößert und um seine Gemeinden Allrode und Timmenrode verkleinert (an den Landkreis Wernigerode).
Mit der zweiten Kreisgebietsreform am 1. Juli 2007 ging der Landkreis Quedlinburg im neuen Landkreis Harz auf.
Der Landkreis unterhielt die weiterbestehenden Kultureinrichtungen:
- Nordharzer Städtebundtheater (zusammen mit den Städten Quedlinburg und Halberstadt und dem Landkreis Halberstadt)
- Lyonel-Feininger-Galerie in Quedlinburg
- Kreisbibliothek in Quedlinburg

## Einwohnerentwicklung
Der Umfang des Landkreises änderte sich 1911, 1950, 1952 und 1994.
| Jahr | Einwohner | Quelle |
| ---- | --------- | ------ |
| 1910 | 72.966    | [ 3 ]  |
|      |           |        |
| 1925 | 47.844    | [ 3 ]  |
| 1933 | 46.540    | [ 3 ]  |
| 1939 | 46.578    | [ 3 ]  |
|      |           |        |
| 1946 | 63.886    | [ 4 ]  |
| 1955 | 105.800   | [ 3 ]  |
| 1960 | 99.326    | [ 3 ]  |
| 1971 | 96.148    | [ 5 ]  |
| 1981 | 89.724    | [ 5 ]  |
| 1990 | 86.400    | [ 6 ]  |
|      |           |        |
| 2000 | 78.800    | [ 6 ]  |
| 2007 | 71.429    | [ 7 ]  |

## Politik

### Landräte
- 1816–1823 Gotthelf Schmaling
- 1823–1864 Carl Weyhe
- 1864–1903 Otto Stielow († 1908)
- 1903–1917 Georg von Jacobi
- 1917–1919 Karl Vollrad von Doetinchem de Rande
- 1919–1926 Hermann Müller
- 1926–1932 Paul Runge (SPD) (1877–1948)
- 1932–1933 Claus
- 1933–1934 Philipp Harte
- 1934–1939 Horst Naudé (1895–1983)
- 1939–0000 Franke
- 1942–1945 Albert Rudolph

Die Landräte nach der politischen Wende von 1989 waren:
- 199000000 Wolfgang Hoßbach (SPD), trat nach 16 Tagen im Amt zurück
- 1990–1994 Detlef Mahlo (CDU)
- 1994–2000 Dieter Zehnpfund (SPD), bis zum Erreichen des Pensionsalters
- 2000–2007 Wolfram Kullik (SPD), bis zum Ende seiner Wahlperiode
- 200700000 Martin Skiebe (parteilos), stellvertretend amtierend bis zur Auflösung des Landkreises

### Wappen

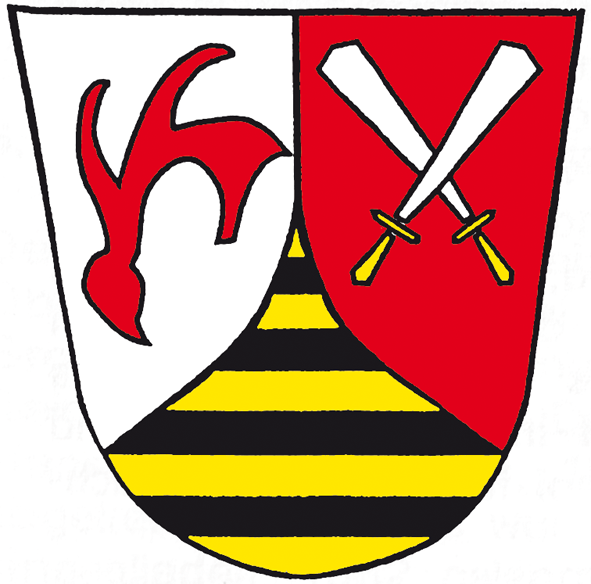
Ursprüngliches Wappen mit falscher Teilung

Die Genehmigung durch das Innenministerium Sachsen-Anhalt erfolgte am 24. September 1990.
Blasonierung: „Von Silber und Rot durch eine eingebogene neunmal Schwarz über Gold geteilte Spitze geteilt, vorn eine vierendige, nach links gebogene rote Geweihstange, hinten zwei schräggekreuzte silberne Kredenzmesser mit goldenen Griffen.“
Das Wappen erinnert mit den Wappenbildern an die historischen Territorien, über die sich der Landkreis erstreckte. So lassen sich die Geweihstange auf das Wappen der Grafschaft Regenstein zurückführen, die Kredenzmesser auf das des Reichsstifts Quedlinburg, während die mehrfache schwarz-goldene Teilung die Grafschaft Ballenstedt symbolisiert.
Das Wappen wurde vom Quedlinburger Udo Glathe (Heraldische Gesellschaft „Schwarzer Löwe“ Leipzig) entworfen. Da die schwarz-goldene Teilung bei Glathe fälschlicherweise mit Gold begann, unterzog der Kommunalheraldiker Jörg Mantzsch im Auftrag des Kreistages das Wappen nachfolgend einem Redesign.

## Städte und Gemeinden vor 1950
Der Landkreis Quedlinburg umfasste 1945 zwei Städte und 22 weitere Gemeinden:
| - Cochstedt, Stadt - Ditfurt - Friedrichsaue - Friedrichsbrunn - Gatersleben - Groß Schierstedt - Hausneindorf - Hedersleben - Königsaue - Nachterstedt - Neinstedt - Preußisch Börnecke | - Schadeleben - Schneidlingen - Stecklenberg - Suderode - Thale, Stadt - Warnstedt - Weddersleben - Wedderstedt - Westdorf - Westerhausen - Wilsleben - Winningen |

## Städte und Gemeinden 1990–2007

### Verwaltungsgliederung 2007
(Einwohner am 31. Dezember 2006)
Einheitsgemeinden
1. Quedlinburg, Stadt (22.185)

Verwaltungsgemeinschaften mit ihren Mitgliedsgemeinden
Sitz der Verwaltungsgemeinschaft *
| - 1. Verwaltungsgemeinschaft Ballenstedt/Bode-Selke-Aue 1. Ballenstedt, Stadt * (7.802) 2. Ditfurt (1.803) 3. Hausneindorf (819) 4. Hedersleben (1.675) 5. Heteborn (383) 6. Radisleben (469) 7. Wedderstedt (449) - 2. Verwaltungsgemeinschaft Gernrode/Harz 1. Bad Suderode (1.858) 2. Friedrichsbrunn (1.038) 3. Gernrode, Stadt * (3.897) 4. Rieder (1.924) 5. Stecklenberg (663) | - 3. Verwaltungsgemeinschaft Thale 1. Neinstedt (1.949) 2. Thale, Stadt * (12.432) 3. Weddersleben (1.072) 4. Westerhausen (2.151) - 4. Verwaltungsgemeinschaft Unterharz 1. Dankerode (809) 2. Güntersberge, Stadt (916) 3. Harzgerode, Stadt * (4.276) 4. Königerode (812) 5. Neudorf (676) 6. Schielo (571) 7. Siptenfelde (605) 8. Straßberg (777) |

### Gebietsveränderungen seit 1995
Seit 1995 fanden im Landkreis Quedlinburg viele Gebietsveränderungen statt.
Von den ursprünglich 6 Verwaltungsgemeinschaften bestanden bei der Auflösung des Landkreises noch 4 Verwaltungsgemeinschaften. In der gleichen Zeit verringerte sich die Anzahl der Gemeinden von 27 auf 25.

#### Änderungen bei Verwaltungsgemeinschaften
- Auflösung der Verwaltungsgemeinschaft Quedlinburg – Eingliederung der Gemeinde Westerhausen in die Verwaltungsgemeinschaft Thale; Quedlinburg wird Einheitsgemeinde (1. Januar 2004)
- Neubildung der Verwaltungsgemeinschaft Ballenstedt/Bode-Selke-Aue aus den Verwaltungsgemeinschaften Ballenstedt und Bode-Selke-Aue (1. Januar 2005)

#### Änderungen auf Gemeindeebene
- Auflösung der Gemeinde Badeborn – Eingemeindung nach Ballenstedt (4. August 2002)
- Auflösung der Gemeinde Warnstedt – Eingemeindung nach Thale (21. Dezember 2003)

## Wirtschaft
Zusammen mit den Landkreisen Halberstadt und Wernigerode gründete der Landkreis den Abfallzweckverband Nordharz. In diesem wurde das Problem der Abfallentsorgung bei niedrigen Gebühren gelöst.
Die Wirtschaft im Kreis Quedlinburg war bestimmt worden durch wenige aber große Industriebetriebe – Hütte in Thale, Druckguß- und Kolbenwerk Harzgerode, Mertik Quedlinburg, Philopharm Quedlinburg, Gummiwerk Ballenstedt. Diese konnten sich in der Marktwirtschaft nicht behaupten und wurden bis auf Rudimente abgewickelt. Das bedeutete eine Arbeitslosigkeit weit über dem Durchschnitt in Sachsen-Anhalt.

## Kfz-Kennzeichen
Anfang 1991 erhielt der Landkreis das Unterscheidungszeichen QLB. Es wurde bis zum 30. Juni 2007 ausgegeben. Seit dem 27. November 2012 ist es aufgrund der Kennzeichenliberalisierung im Landkreis Harz erhältlich.